# Fédération syndicale européenne des services publics
La Fédération syndicale européenne des services publics (FSESP, (en) European Federation of Public Service Unions (EPSU)) est la fédération européenne des syndicats des employés des services publics en Europe.
Elle est affiliée à la Confédération européenne des syndicats et est l’organisation régionale reconnue de l'Internationale des services publics (ISP).
Fondée en 1978, la FSESP représente en 2019, huit millions de travailleurs des services publics issus de plus de 260 organisations syndicales. Les secteurs de l’énergie, de l’eau et des déchets, des services sociaux et de santé et de l’administration locale, régionale et centrale dans tous les pays d’Europe, y sont représentés.